# Jiří Louženský
Jiří Louženský (* 6. srpna 1958 Klatovy) je český regionální historik a vydavatel.

## Život
Jiří Louženský se narodil v Klatovech 6. srpna 1958. Vystudoval Střední knihovnickou školu v Praze. Do roku 2001 působil jako vedoucí Muzea a galerie ve Vodňanech, krátkou dobu pracoval jako knihovník v Jihočeské vědecké knihovně v Českých Budějovicích. Zabývá se dějinami Vodňan, kulturními dějinami Vodňanska, regionálními osobnostmi jihočeského regionu. Je členem Jihočeského klubu obce spisovatelů, dlouholetým členem Historického klubu v Jihočeském muzeu v Českých Budějovicích. Od roku 1988 je aktivní též v organizacích, které sdružují homosexuální menšinu. Je autorem odborných publikací a pořádá vlastivědné přednášky. Žije v Českých Budějovicích.

## Výběr z díla

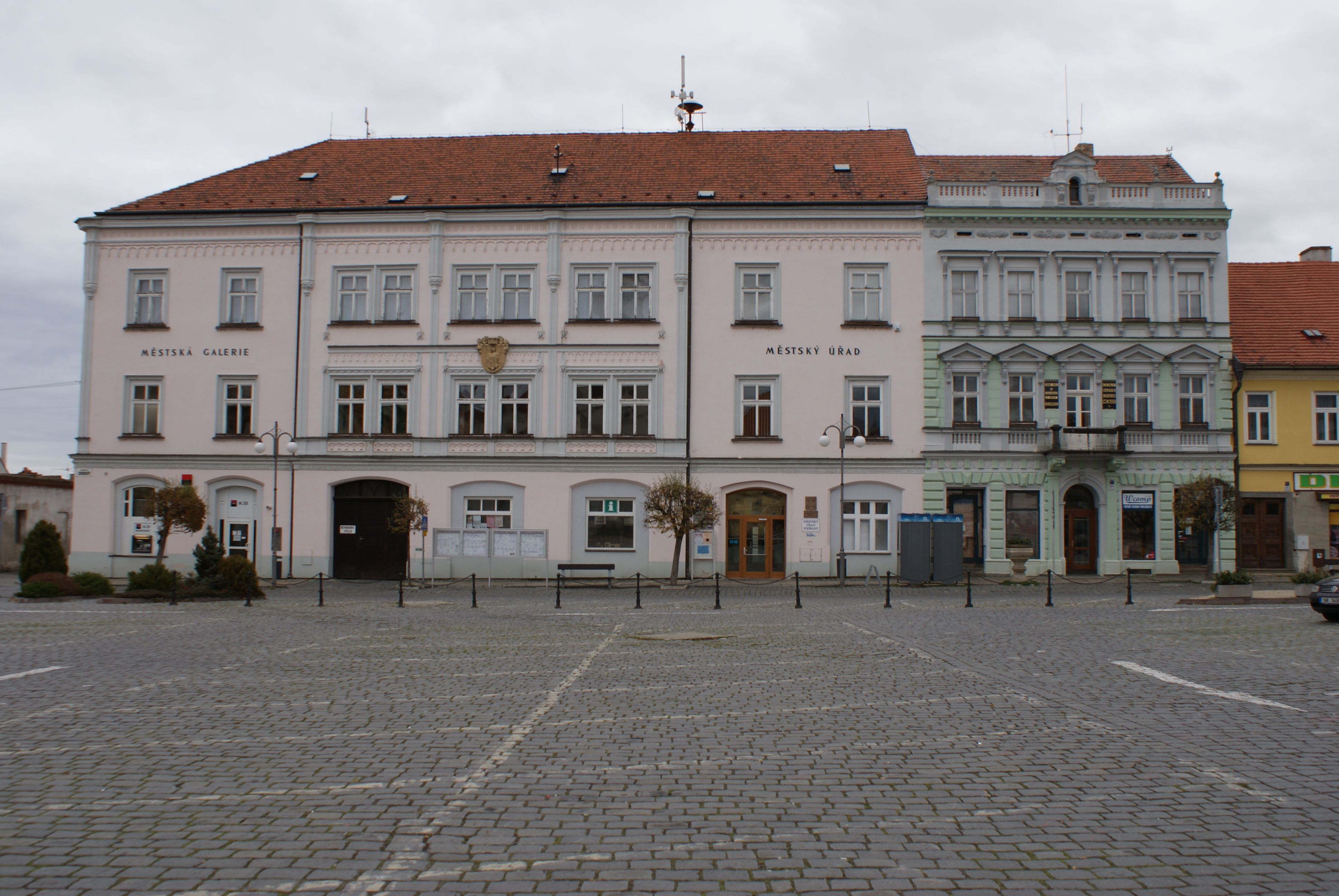
Muzeum a galerie ve Vodňanech

- LOUŽENSKÝ, Jiří. Mlynářství na Strakonicku. Strakonice. Muzeum středního Pootaví. 1983.
- LOUŽENSKÝ, Jiří. Z jihočeských mlýnů. České Budějovice: Jihočeské muzeum, 1985. 60 s. Sborníček prací členů Národopisného kroužku při Jihočeském muzeu v Českých Budějovicích, 43.
- LOUŽENSKÝ, Jiří. Výročí Jiřího Pazdery. In: Výběr z prací členů Historického klubu při Jihočeském muzeu v Českých Budějovicích. 1993, 30(3), s. 194.
- LOUŽENSKÝ, Jiří. Vodňanské zajímavosti aneb Chytří z Vodňan In. Vodňanské noviny. 4/22 1993, s. 6.
- LOUŽENSKÝ, Jiří. Z historie pošty. In: Vodňanské noviny. 1993, 4(3), s. 6 a 7.
- LOUŽENSKÝ, Jiří. Vodňany po Francii: výstava o zámeckém divadle. In: Aktuality Strakonicka. 1993, 3(25), s. 1.
- LOUŽENSKÝ, Jiří. STARÝ, Václav. 100 let tratě Číčenice - Prachatice: 1893 - 1993. [Prachatice]: Přípravný výbor pro oslavy 100 let železniční tratě Číčenice-Prachatice, 1993. 28 s.
- LOUŽENSKÝ, Jiří. Výročí městské galerie. In: Vodňanské noviny. 1994, 5(10), s. 7.
- LOUŽENSKÝ, Jiří. Vodňany 1937-1945: sborník prací a dokumentů k 50. výročí osvobození republiky. Vodňany: Městské muzeum a galerie, 1995. 87 s.
- LOUŽENSKÝ, Jiří. Děkanský kostel Narození Panny Marie ve Vodňanech. Vodňany: Městské muzeum a galerie,1996. 76 s. ISBN 80-238-0560-6
- LOUŽENSKÝ, Jiří. Jan Zrzavý: Ilustrace pro nakladatelství Aventinum Otakara Štorcha - Mariena. Vodňany. Městské muzeum a galerie. 1997.
- LOUŽENSKÝ, Jiří. Paměti vodňanských domů. Díl II/1, 1648-1857.Ve Vodňanech : Městské muzeum a galerie,1999.311 s. ISBN 80-239-3025-7
- LOUŽENSKÝ, Jiří. Paměti vodňanských domů. Díl II/2, 1648-1857.Ve Vodňanech : Městské muzeum a galerie,1999. 384 s. ISBN 80-239-3025-7
- LOUŽENSKÝ, Jiří. Zeyer, jeho přítelkyně a Vodňany: historie. In: Českobudějovické listy. 2000, 9(223), s. příloha Víkendové listy s. 2
- LOUŽENSKÝ, Jiří. 100 let školy v Alešově ulici 1900-2000: (z historie vodňanského školství). Ve Vodňanech: ZŠ Alešova ulice ve Vodňanech, [2000]. 79 s. ISBN 80-238-6459-9
- LOUŽENSKÝ, Jiří. Z historie jednoho prácheňského rodu. In: Rodopisná revue. 2001, 3, s. 8-9
- LOUŽENSKÝ, Jiří. Zeyerovy Vodňany budou tentokrát trvat tři dny: jubilejní ročník. In: Českobudějovické listy. 2001, 10(88), s. 10
- LOUŽENSKÝ, Jiří. Julius Zeyer 1841-1901-2001. Vodňany. Městská knihovna 2001. ISBN 80-238-8062-4
- LOUŽENSKÝ, Jiří. Vodňany a Vodňansko: sborník historických prací, č. 5. In: Výběr. 2002, 39(4), s. 361-363.
- LOUŽENSKÝ, Jiří. Výročí Dr. Václava Mosteckého. In: Výběr. 2002, 39(4), s. 356-357
- LOUŽENSKÝ, Jiří. Láska člověka k člověku: do diskuse. In: Českobudějovické listy. 2003, 12(229), s. 24
- LOUŽENSKÝ, Jiří. Výročí malířky Heleny Vlčkové - Casanova. In: Výběr. 2003, 40(1), s. 112-113.
- LOUŽENSKÝ, Jiří. Vodňansko očima Vojtěcha Kubašty. Vodňany, Městské muzeum a galerie. 2004.Soubor pohlednic.
- LOUŽENSKÝ, Jiří. Náš život není volba, tvrdí homosexuálové a lesbičky . In. Českobudějovické listy. -- 14/39 (16.02.2005), s. 17.
- LOUŽENSKÝ, Jiří. Výročí městského muzea ve Vodňanech. In: Výběr. 2005, 42(4), s. 255-258.
- LOUŽENSKÝ, Jiří. Vystěhovalectví z bývalého soudního okresu Lišov v letech 1855-1868. In: Výběr. 2008, 45(1), s. 43-46
- LOUŽENSKÝ, Jiří. Českobudějovické osobnosti v emigraci. In. Staré Budějovice. 2008, s. 49-61.
- HERITES, František a LOUŽENSKÝ, Jiří, ed. Vodňanské paměti a vzpomínky Františka Heritese. V Tribunu EU vyd. 1. Brno: Tribun EU, 2009. 398 s. ISBN 978-80-7399-089-3
- LOUŽENSKÝ, Jiří. Lenka Kulíková. Výročí 130 let od stavby nové budovy školy v Bílsku (1879-2009) a historie Jednoty Sokol Bílsko (1924-1934). In: Výběr. 2010, 47(1), s. 67.
- LOUŽENSKÝ, Jiří. Vodňany před sto lety. České Budějovice: Jiří Louženský, 2010. 232 s.
- LOUŽENSKÝ, Jiří. Z historie židovské komunity ve Vodňanech. Vyd. 1. Vodňany: Jiří Louženský, 2012. 114 s.
- LOUŽENSKÝ, Jiří. Z historie Číčenic, Strpí a Újezdce. Číčenice: Obecní úřad Číčenice, 2018. 55 stran, 14 nečíslovaných stran obrazových příloh. ISBN 978-80-270-4086-5